# Centre Recreatiu de Can Rossell
El Centre Recreatiu de Can Rossell és un edifici de Subirats (Alt Penedès) inclòs a l'Inventari del Patrimoni Arquitectònic de Catalunya.

## Descripció
Local aïllat de planta rectangular cobert a dues aigües amb bigues de fusta vistes des de l'interior. Té una sola alçada. La façana és senzilla, té tres obertures, la major és la porta d'arc escarser molt rebaixat, flanquejat per dues finestres rectangulars. Està rematada amb un coronament.
A l'interior hi ha un cafè i una sala de ball amb escenari.